# Ruy Vasconcelos de Carvalho
Ruy Vasconcelos de Carvalho (Camocim, 1963) é um poeta, tradutor e cineasta brasileiro.
Educou-se em Fortaleza, Coventry e São Paulo. Tem-se caracterizado por relutar em reunir seus poemas em livro, como forma de apontar para a alternativa e o poderio da mídia digital, bem como para a possibilidade de uma obra sem livros, embora haja sido incluído em importantes antologias, tais como Nothing The Sun Could Not Explain - Twenty Contemporary Brazilian Poets (Los Angeles, 1997) e Alguna Poesía de Fortaleza (Bahia Blanca, Argentina, 2009. Escreveu uma pequena biografia do poeta simbolista José Albano, Errante e Peregrino (Fortaleza, 2000)]. E, ainda que de temperamento pouco expansivo, exerceu uma considerável influência sobre a formação de poetas mais jovens em Fortaleza - o veículo de divulgação deste grupo era a revista Afinidades Eletivas, editada por Alexandre Barbalho . Em especial, por introduzir em meados da década de 80 no Brasil, desde Fortaleza, nomes da literatura norte-americana ainda praticamente desconhecidos no país; tais como Robert Creeley (de quem foi o primeiro tradutor em língua portuguesa), Charles Olson, Denise Levertov, Louis Zukofsky ou George Oppen (sobre quem escreveu uma tese de doutorado, não defendida). Assim como também por redimensionar o cânon do modernismo brasileiro ao sugerir a releitura de nomes como Dante Milano, Rui Ribeiro Couto e Joaquim Cardozo - poeta a quem dedicou vários textos . Em meados do anos de 1980, colaborou com compositores e músicos de Fortaleza - notadamente o Grupo Latim em Pó - tendo algumas composições gravadas posteriormente.
Tem poemas, ensaios, e artigos diversos traduzidos para o inglês, francês , espanhol, italiano e húngaro  não raro por autores da relevância do poeta francês Henri Deluy  ou do norte-americano Michael Palmer. Seus filmes mais conhecidos são As Vilas Volantes, 2005 (como roteirista) e Uma Encruzilhada Aprazível, 2006 (como diretor). Traduziu o contista norte-americano Harold Brodkey  bem como diversos poetas predominantemente de língua inglesa . Durante vários anos foi articulista do jornal O Povo (Fortaleza), contribuindo também com periódicos diversos, tais como Vivercidades e Jornal do Brasil (Rio); Trópico e Zunái (São Paulo) e Boxkite (Sydney, Austrália), entre tantos outros.  
Sua concepção de arte é minimalista e de uma acentuada construção formal. Nutre intensivo interesse por poesia medieval (em especial a galaico-portuguesa e a provençal) e pelos poetas e cronistas portugueses do século XVI, com singular apreço por Sá de Miranda, Luís de Camões, António Ferreira e Fernão Mendes Pinto. Um ensaio tratando da importância do conceito de "tom" para a tradução de poesia pode ser encontrado online na Revista Espéculo, da Universidade de Madrid: Pequena conversa sobre tom e tradução. Desde 2007 mantém o blogue Afetivagem, onde se encontram cerca de duzentos e vinte poemas traduzidos de seis diferentes idiomas e mais de 115 diversos autores - alguns destes ainda inéditos em língua portuguesa; além de artigos, crônicas, resenhas e ensaios sobre cinema, literatura, urbanismo e tradução.  
Lecionou na Universidade Estadual do Ceará (UECE), na Universidade de Fortaleza (Unifor), nas Faculdades Integradas do Ceará (Fic) e na Universidade Paulista (Unip). Ministrou cursos de estética, história do cinema e documentarismo no Instituto Dragão do Mar de Arte e Cultura e na Vila das Artes, em Fortaleza. É também tradutor e redator publicitário free-lancer.
Em janeiro de 2010, publicou a plaquete Mediterrâneo, em pequena tiragem (60 exemplares numerados e encadernados artesanalmente) (Arqueria Editorial, São Paulo). Em 2013, mediante concurso, incorporou-se ao quadro de docentes do Curso de Cinema da Universidade Federal de Sergipe (UFS).
Seus temas mais recorrentes têm a ver com tempo, memória, a importância do "local"; a relação entre os sexos; e guardam certa ironia em relação à rigidez acadêmica e ao que chama de "ciclo de modas" teóricas - o que inclui algumas reservas aos pós-estruturalistas franceses e à noção de vanguarda em geral. Na área de cinema, desenvolveu um conceito chamado de "minimalismo barroco", que corteja uma expressão mais sóbria em relação ao derramamento sentimental e carnavalesco da cultura brasileira, tomando, em especial, o filme o Padre e a Moça, de Joaquim Pedro de Andrade e a obra do poeta pernambucano João Cabral de Melo Neto como precursores dessa sensibilidade mais contida. 